# Mel Daniels
Melvin Joe Daniels (ur. 20 lipca 1944 w Detroit, zm. 30 października 2015 w Sheridan) – amerykański koszykarz, występujący na pozycjach silnego skrzydłowego lub środkowego. 3-krotny mistrz ABA (1970, 1972, 1973). Członek Basketball Hall of Fame.
Jako nastolatek Daniels uczęszczał do Detroit Pershing High School, liceum z którego wyszli i inni utalentowani zawodnicy tacy jak: Spencer Haywood, Ralph Simpson, Kevin Willis, czy Steve Smith.
Po zdaniu matury kontynuował dalszą naukę oraz grę w college'u społecznym Burlington. W 1964 przeniósł się na bardziej prestiżową uczelnię - University of New Mexico. To właśnie tam będąc na ostatnim roku (1967) został wybrany do składu NCAA AP All-America Third Team.
Pomimo wyboru w drafcie NBA zdecydował się jednak dołączyć do konkurencyjnej ligi ABA. Jako debiutant notował średnio 22,2 punktu oraz 15,6 zbiórki. W drugiej z wymienionych kategorii został liderem ligi. Został nagrodzony tytułem debiutanta roku, oraz wyborami zarówno do piątki najlepszych debiutantów sezonu, jak i ogólnie najlepszych graczy ligi. Jego osiągnięcia zapewniły mu także udział w ABA All-Star Game.
Sezon 1968/1969 rozpoczął w Indianie, to właśnie tam rozegrał najlepsze lata swojej kariery. Po raz drugi z rzędu znalazł się w All-Star Game oraz ABA First Team, został też ponownie liderem ligi w zbiórkach. Dodatkowo otrzymał tytuły MVP All-Star Game oraz sezonu zasadniczego, a Pacers dotarli po raz pierwszy w swojej historii do finałów ABA. Tam musieli uznać wyższość Oakland Oaks (4-1), prowadzonych przez późniejszego członka Basketball Hall of Fame - Ricka Barry.
W trakcie kolejnych pięciu sezonów Daniels aż 3-krotnie sięgał po tytuł mistrzowski. Przy okazji został po raz kolejny uznany za MVP sezonu (1971), pojawił się 5-krotnie w meczu gwiazd, został zaliczony do składów All-ABA First Team (1970–1971), All-ABA Second Team (1973), a także po raz trzeci w karierze został liderem ligi pod względem zbiórek (1971).
W 1974 został wytransferowany do Memphis, gdzie zasilił szeregi lokalnych Sounds. Po średnio udanym sezonie w słabym zespole zdecydował się opuścić ligę, aby spróbować swoich sił we Włoszech.
Po powrocie z Europy okazało się, że liga ABA została rozwiązana. W związku z powyższym Daniels dołączył do byłej drużyny ABA, która znalazła się w NBA. Rozegrał 11 spotkań w barwach New York Nets, po czym oficjalnie zakończył swoją sportową karierę. W 1997 roku został zaliczony do składu najlepszych zawodników w historii ligi ABA (ABA's All-Time Team), a w 2012 do Koszykarskiej Galerii Sław (Naismith Memorial Basketball Hall Of Fame).
Po zakończeniu kariery zawodniczej powrócił do Indiany, gdzie przez prawie 15 lat trenował, głównie jako asystent, zespoły Uniwersytetu Indiana State oraz Indiana Pacers.

## Osiągnięcia
Na podstawie, o ile nie zaznaczono inaczej.
ABA
- 3-krotny mistrz ABA (1970, 1972, 1973)
- Wicemistrz ABA (1969)[5]
- MVP:
  - sezonu ABA (1969, 1971)[9]
  - meczu gwiazd ABA (1969)
- Debiutant Roku ABA (1968)
- Uczestnik meczu gwiazd:
  - ABA (1968–1974)[10]
  - NBA vs ABA (1971, 1972)[11][12]
  - Legend NBA (1985)[13]
- Zaliczony do:
  - I składu:
    - ABA (1968–71)
    - debiutantów ABA (1968)[14]

  - II składu ABA (1973)
  - składu najlepszych zawodników w historii ligi ABA (ABA's All-Time Team - 1997)[7]
  - Koszykarskiej Galerii Sław (Naismith Memorial Basketball Hall Of Fame - 2012)[3]
- Lider :
  - sezonu regularnego w zbiórkach (1968-1969, 1971)
  - wszech czasów ABA:
    - w liczbie zbiórek (9494)[2]
    - play-off w liczbie zbiórek (1608)[15]

  - play-off w średniej zbiórek (1971, 1973)[16]
- Klub Indiana Pacers zastrzegł należący do niego numer 34[17]